# Micromitra
Micromitra je rod ramenonožaca poznat iz srednjeg kambrijskog Burgess Shalea. Pronađeno je 160 primjeraka Micromitre iz sloja Greater Phyllopod, gdje čine 0,3% skupine.